# Serenade of the Seas
Die Serenade of the Seas ist ein Kreuzfahrtschiff von Royal Caribbean International. Sie ist das dritte Schiff der Radiance-Klasse.

## Geschichte

### Bau und Indienststellung
Das Schiff wurde unter der Baunummer 657 auf der Meyer-Werft in Papenburg gebaut. Die Kiellegung des Schiffes fand am 26. September 2001 statt. Ausgedockt wurde es am 20. Juni 2003. Das Schiff wurde am 12. Juli 2003 von Papenburg nach Eemshaven überführt. Da durch das 2002 in Betrieb genommene Emssperrwerk die Ems oberhalb des Sperrwerkes mit einem rund zehnstündigen sog. Sommerstau aufgestaut worden war, konnte das Schiff die Strecke ohne den früher üblichen Zwischenstopp in Leer zurücklegen. Zuvor war diese Methode bereits einmal, bei der Überführung der Norwegian Dawn, zum Einsatz gekommen.
Die Ablieferung an den Auftraggeber erfolgte am 30. Juli 2003. Das Schiff kam unter der Flagge der Bahamas mit Heimathafen Nassau in Fahrt. Getauft wurde das Schiff am 22. August 2003 in New York. Taufpatin war Whoopi Goldberg.

### Zwischenfall 2015
Im Januar 2015 brach auf dem Schiff ein Wasserrohr. Das ausströmende Wasser verursachte einen Kurzschluss in einem Schaltschrank, wodurch Strom und Klimaanlagen ausfielen. Das Schiff blieb dadurch eine Nacht länger, bis zum Abend des 25. Januar 2015 in New Orleans liegen.

### Blockade durch Klimaaktivisten
Im August 2024 hinderten Aktivisten der Gruppe Extinction Rebellion die Serenade of the Seas und einen Öltanker temporär an der Einfahrt in den Hafen von Amsterdam. Mit der Aktion sollte auf die immense Klimawirkung von Kreuzfahrtschiffen aufmerksam gemacht und gegen Subventionen fossiler Energieträger protestiert werden.

## Technische Daten und Ausstattung
Der Antrieb des Schiffes erfolgt über zwei ABB-Pod-Antriebe. Für die Stromversorgung stehen zwei Gas- und eine Dampfturbine zur Verfügung. Darüber hinaus wurden drei Dieselgeneratoren verbaut.
Das Schiff verfügt über insgesamt 1.055 Passagierkabinen, davon 817 Außen- und 238 Innenkabinen.